# Square Ernest-Chausson
Le square Ernest-Chausson est un square du 17e arrondissement de Paris, dans le quartier des Batignolles.

## Situation et accès
Le square est situé au 55, avenue de Clichy.
Il est desservi par la ligne 13 à la station La Fourche.

## Origine du nom

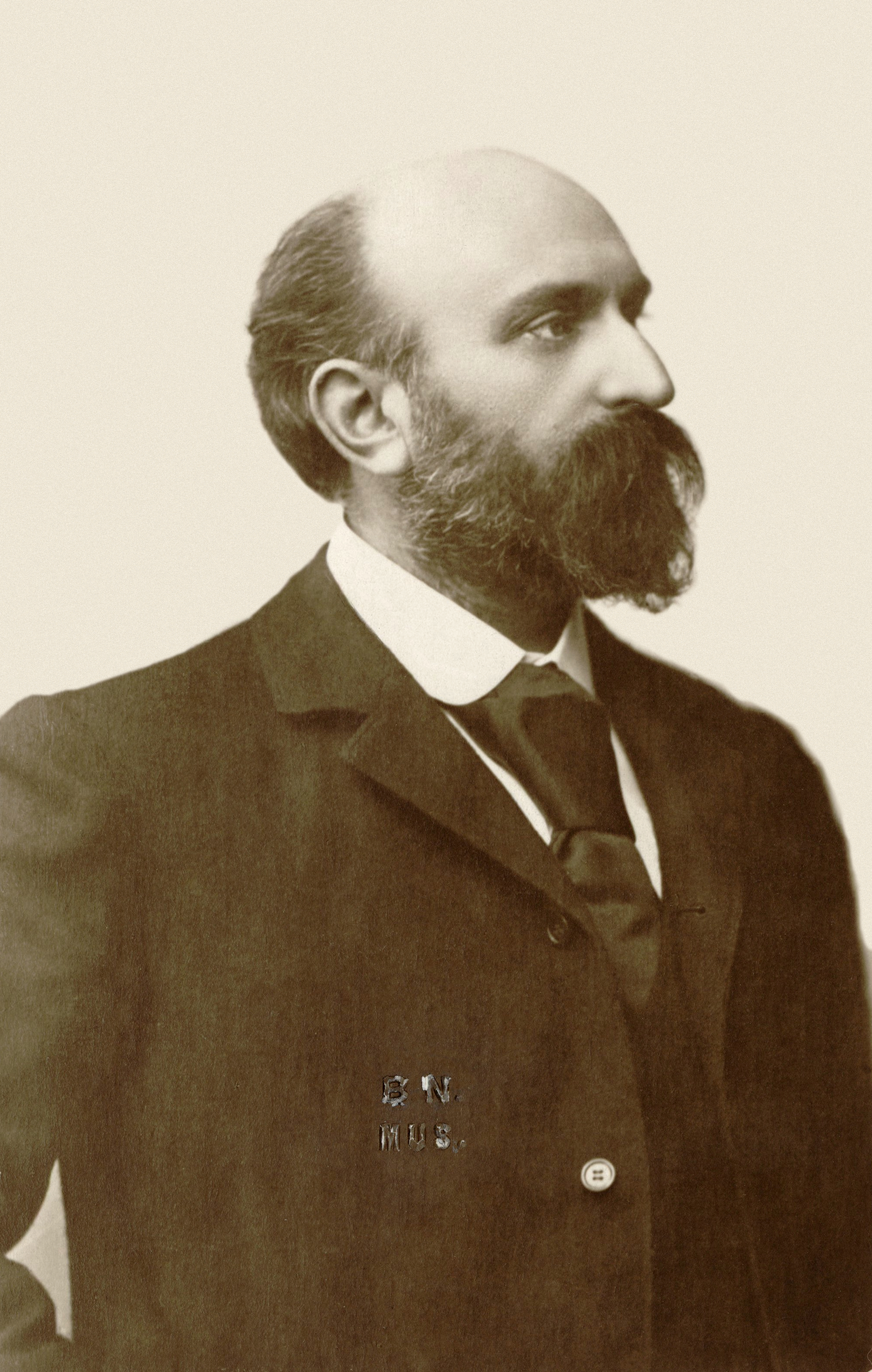
Ernest Chausson.

Il doit son nom au compositeur français Ernest Chausson (1855-1899).

## Historique
En novembre 2020, le square est décrit par un conseiller de Paris du 17e arrondissement, Paul Hatte, comme une zone de non-droit, occupé par une vingtaine de jeunes extérieurs au quartier s’y livrant au trafic de drogue et y organisant barbecues et rodéos sauvages.